# Luo (gruppo di popoli)

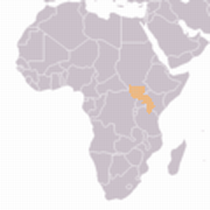
Distribuzione dei Luo in Africa

I Luo (anche detti Lwo) sono una famiglia di gruppi etnici (tribù) relazionati fra loro che vivono in un'area che si estende dal Sudan del Sud, attraverso l'Uganda settentrionale e la Repubblica Democratica del Congo, fino al Kenya occidentale e alla parte nord della Tanzania. Queste persone parlano una lingua sudanese orientale (Nilotica), una branca della famiglia linguistica Nilo-Sahariana. Secondo alcuni schemi di classificazione, queste tribù sono spesso relazionate ai Niloti occidentali, inclusi anche nel gruppo linguistico Dinka-Nuer. Le persone che parlano le lingue luo includono Shilluk, Anuak, Acholi, Lango, Palwo, Alur, Padhola, Joluo (Luo Kenioti), Bor e Kumam.

## Origini in Sudan del Sud
Secondo gli etnolinguisti e la storia linguistica e orale, i Luo sono parte del gruppo di tribù Nilotiche che si separarono dalla famiglia sudanica orientale circa nel 3000 a.C. Più di otto secoli fa, i Luo occuparono l'area su cui oggi si trova la parte orientale di Bahr el Ghazal. La ragione della loro dispersione non è conosciuta. Conflitti interni possono averli portati fuori da questa regione. I Luo si spostarono nell'area di gran parte delle attuali nazioni confinanti con il Sudan del Sud, con conseguenza una separazione fra i gruppi con variazioni nella lingua e nelle tradizioni poiché ogni gruppo assorbì le tradizioni degli indigeni locali.
Una branca dei Luo, il popolo Shilluk (o Chollo), che comprende più di cento tribù e sotto-tribù, fu fondato da un capo di nome Nyikango circa nella metà del XVI secolo. Diventarono una nazione con un sistema feudale. Nyikango e la sua nazione si spostarono verso nord lungo il Nilo (in direzione di Kush e Rip) a riconquistare e colonizzare l'area che i loro antenati persero a causa degli arabi e degli Europei. Il resto dei gruppi Luo rifiutarono l'idea di Nyikango e migrarono a sud e ovest.

## Uganda
Circa nel 1500, un piccolo gruppo di Luo, conosciuto come Biito-Luo, guidato da un capotribù chiamato Labongo il cui nome divenne Isingoma Labongo Rukidi (talvolta chiamato Mpuga Rukidi), si incontrò con delle persone che parlavano il Bantu e vivevano nell'area di Bunyoro. Questi Luo la colonizzarono con i Bantu e stabilirono la dinastia Babiito. Labongo, il primo dei re di Babiito di Bunyoro-Kitara, secondo una leggenda Bunyoro, il primo re di Buganda. Questi Luo furono assimilati dai Bantu e pertanto persero il loro linguaggio e la loro cultura.
Più avanti, nel XVI secolo, altre persone che parlavano Luo si spostarono nell'area che oggi comprende il Sudan del Sud, l'Uganda settentrionale e il nord-est del Congo formando gli Alur e gli Acholi. I conflitti si svilupparono quando incontrarono i Lango che vivevano nell'area a nord del Lago Kyoga. Anche i Lango parlavano una lingua Luo, ma le loro origini sono alquanto oscure. Generalmente si ritiene che essi siano un popolo del gruppo Ateker dell'est del Nilo che ha avuto origine dall'Abissinia in Etiopia intorno al 1600 d.C. e che ha adottato il linguaggio Luo dai vicini Acholi (talvolta si ritiene che essi facciano parte dei Luo provenienti da Bahr el Ghazal che migrò verso est dal Sudan ad Anuak in Etiopia e, verso l'entroterra fino in Uganda. I Kumam, che vivono nella stessa area, parlano anch'essi la lingua Luo, ma appartengono al gruppo Ateker come gli Iteso e i Karamojong.
Tra la metà del XVI secolo e l'inizio del XVII alcuni gruppi Luo proseguirono verso est. Un gruppo, chiamato Padhola (o Jopadhola - il popolo di Adhola), guidato da un capo di nome Adhola, si stabilì a Budama nell'Uganda dell'est. Essi si stanziarono in un'area riccamente boscosa come difesa contro attacchi da parte dei vicini Bantu, i quali si erano già insediati in quella zona. Questo isolamento autoimposto li aiutò a mantenere la loro lingua e la loro cultura posti come erano tra le comunità Bantu e Ateker.

## Kenya e Tanzania
Circa fra il 1500 e il 1800, altri gruppi di Luo attraversarono il Kenya e alla fine arrivarono in Tanzania. Abitarono l'area sulle rive del Lago Vittoria. Secondo i Joluo (conosciuti in Kenya semplicemente come Luo) un capo-guerriero chiamato Ramogi Ajwang, circa 500 anni fa, li portò dall'attuale Uganda al Kenya.
Come in Uganda, in Kenya alcune persone non-Luo adottarono la lingua luo. La maggioranza dei Bantu che vivono in Kenya (Suba), parlano Dholuo (sebbene come seconda lingua); la lingua dholuo al 2022 è parlata da 5,3 milioni di parlanti totali.
I Luo in Kenya, che chiamano loro stessi Joluo (oppure Jaluo, persone di Luo) e sono la terza comunità dopo i Kikuyu e i Luhya. Nel 1994 la stima del loro numero era di 3.185.000. In Tanzania essi erano (2001) 280.000. I Luo in Kenya e Tanzania chiamano la loro lingua Dholuo, poco comprensibile ai Luo di Uganda, Zaire e Sudan del Sud.

## Sottogruppi
Vengono inclusi i popoli che condividono un'ascendenza Luo e/o parlano una lingua Luo.
- Scilluc (Sudan e Sudan del Sud)
- Pari (Sudan del Sud)
- Thur (Sudan del Sud)
- Alur (Uganda e Repubblica Democratica del Congo)
- Acholi (Sudan del Sud e Uganda)
- Lango (Uganda)
- Kumam (Uganda)
- Jopadhola (Uganda)
- JoLuo (Kenya e Tanzania)
- Jo-Luo o Jurchol (Sudan del Sud)

## Personaggi Luo conosciuti internazionalmente
- Janani Luwum, ex-Arcivescovo della Chiesa dell'Uganda (Acholi, Uganda)
- Tom M'boya - politico keniota, assassinato nel 1969 (Joluo, Kenya)
- Joseph Kony, leader dei ribelli della Armata di Resistenza del Signore (Acholi, Uganda)
- Barack Obama - 44º Presidente degli USA afroamericano, figlio di padre Joluo
- Milton Obote, ex-presidente dell'Uganda (Lango, Uganda)
- Okello Oculi, romanziere, poeta e cronista (Lango, Uganda)
- Jaramogi Oginga Odinga - leader Luo e primo Vicepresidente del Kenya indipendente (Joluo, Kenya)
- Raila Odinga - Leader keniota del partito ODM.
- Tito Okello, ex-presidente dell'Uganda (Acholi, Uganda)
- Bazilio Olara-Okello, ex-presidente dell'Uganda (Acholi, Uganda)
- Olara Otunnu, ex Sottosegretario Generale delle Nazioni Unite e Rappresentante Speciale per i Bambini e i Conflitti Armati (Acholi, Uganda)
- Robert Ouko - Ministro degli Esteri keniota, assassinato nel 1990 (Joluo, Kenya)
- Okot p'Bitek, poeta e autore della Song of Lawino (Acholi, Uganda)